# Potarje, Tržič
Potarje este o localitate din comuna Tržič, Slovenia, cu o populație de 65 de locuitori.